# گاتاری ایر سرویس
گاتاری ایر سرویس (به انگلیسی: Gatari Air Service) یک شرکت هواپیمایی است که در تاریخ ۱۹۸۳ میلادی تأسیس شده است. دفتر مرکزی گاتاری ایر سرویس در جاکارتا، اندونزی واقع شده‌است و قطب این شرکت هواپیمایی در فرودگاه هالیم پرداناکوسوما قرار دارد.